# Juten
Juten är en sjö i Linköpings kommun i Östergötland och ingår i Motala ströms huvudavrinningsområde. Sjön har en area på 0,23 kvadratkilometer och ligger 109,1 meter över havet.

## Delavrinningsområde
Juten ingår i det delavrinningsområde (646353-149726) som SMHI kallar för Inloppet i Ärlången. Medelhöjden är 97 meter över havet och ytan är 33,17 kvadratkilometer. Räknas de 105 avrinningsområdena uppströms in blir den ackumulerade arean 2 281,15 kvadratkilometer. Stångån som avvattnar avrinningsområdet har biflödesordning 2, vilket innebär att vattnet flödar genom totalt 2 vattendrag innan det når havet efter 93 kilometer. Avrinningsområdet består mestadels av skog (52 procent), öppen mark (13 procent) och jordbruk (26 procent). Avrinningsområdet har 0,76 kvadratkilometer vattenytor vilket ger det en sjöprocent på 2,3 procent. Bebyggelsen i området täcker en yta av 1,06 kvadratkilometer eller 3 procent av avrinningsområdet.